# Popis hrvatskih veleposlanika u Nepalu
Republika Hrvatska i Savezna Demokratska Republika Nepal održavaju diplomatske odnose od 6. veljače 1998. Sjedište veleposlanstva je u New Delhiju.

## Veleposlanici
Hrvatska nema rezidentno veleposlanstvo u Nepalu. Veleposlanstvo Republike Hrvatske u Republici Indiji pokriva Bangladeš, Butan, Maldivi, Nepal i Šri Lanku.
| Veleposlanik   | Postavljenje       | Opoziv             | Sjedište  |
| -------------- | ------------------ | ------------------ | --------- |
| Zoran Andrić   | 3. ožujka 1999.    | 31. prosinca 2002. | New Delhi |
| Dino Debeljuh  | 8. prosinca 2003.  | 31. ožujka 2008.   | New Delhi |
| Boris Velić    | 22. travnja 2009.  | 12. prosinca 2012. | New Delhi |
| Amir Muharemi  | 29. siječnja 2015. | 12. srpnja 2017.   | New Delhi |
| Petar Ljubičić | 8. ožujka 2018.    |                    | New Delhi |

## Vanjske poveznice
- Nepal na stranici MVEP-a